# جيريمي جاي
جيريمي جاي (بالإنجليزية: Jeremy Jay)‏ هو مغن مؤلف ومغني أمريكي، ولد في القرن العشرين.

## وصلات خارجية
- الموقع الرسمي
- جيريمي جاي على موقع ميوزك برينز (الإنجليزية)
- جيريمي جاي على موقع أول ميوزيك (الإنجليزية)
- جيريمي جاي على موقع ديسكوغز (الإنجليزية)